# Fort Augustus
Fort Augustus est une petite ville du Royaume-Uni, située en Écosse, au sud-ouest du Loch Ness.

## Géographie
Elle est située à 50 km au sud-ouest d'Inverness, à 50 km au nord-est de Fort-William et à la jonction du canal Calédonien avec le Loch Ness. 

## Histoire
La ville a été fondée en 1730 et a été nommée en l'honneur du père de George III. Le fort a été démantelé en 1818.